# 願成寺 (東近江市)
願成寺（がんじょうじ）は、滋賀県東近江市の曹洞宗の寺院。

## 沿革
推古天皇27年（619年）、4月に近江国蒲生河に人でもなく魚でもない動物が出現すると（詳細はこちら）、摂政・聖徳太子は調査を命じた。それは人魚というものでこのままでは災いを招くと判断した聖徳太子は現地に観世音菩薩を示現させたと願成寺に伝わる古文書に記されている。同年、聖徳太子によって創建されたのが願成寺の始まりであると伝えられる。聖徳太子御作の本尊・聖観世音菩薩立像は聖徳太子の母の姿を写したものと言われている。後に天台宗となり、「川合六坊」の第一坊として栄えていたが、織田信長の比叡山焼き討ち（1571年）と同じときにほとんどの建物が焼失した。この際、裏山に潜んでいた僧兵が信長にむけて矢を放ち、寺院はもとより、山まですべて焼き払われたとの伝承もある。本尊の聖観世音菩薩立像は村人の手により裏山に隠され、難を逃れた。
その後しばらくの間草庵にすぎなかった願成寺であるが、寛永元年（1624年）に青木十兵衛(青木月感)、植田長右ヱ門(植田利康)などが中心となり、三栄本秀を招いて寺を再興する。三栄本秀は香積寺住職で、当時各地を巡錫中だった。曹洞宗となり現在に至る。彦根藩主・井伊直孝（1590年 - 1659年）が観世音菩薩に帰依、願成寺の境内地や山林などを保護するため禁制令を出している。
境内には2000年の「人魚サミット」を記念して設置された人魚像がある。

## 人魚伝説
願成寺の末庵に美しいの尼僧がおり、本寺である願成寺に毎日手伝いに来ていた。いつの頃からか、かわいい小姓が尼僧に付き従うようになった。初めのうちこそ微笑ましいと思ってその様を眺めていた村人たちであったが、やがて小姓に嫉妬するようになっていった。一方、小姓が尼僧に惚れているらしいと分かると、仏門に帰依する身である尼僧は困惑した。
ある日、寺武士が小姓の後をつけてみると、小姓は寺近くの川に消えた。訝しんだ村人たちが網を打つと、果たして、魚とも人とも言えない人魚が捕らえられた。動物の分際でけしからん奴だ、と人魚はミイラにされてしまった。その後、人魚のミイラは諸大名や豪商の手に渡り見世物になった。ところが、夜になるとミイラの呻き声が聞こえるようになり、人々を困らせるようになった。たまりかねた関係者たちは、ミイラを尼僧の眠る願成寺に返すことにした。
白木の厨子に収められ、本堂に安置されている。田辺悟の目撃証言によると、ミイラは顔の長さ6センチ、全長72センチ程度。山口直樹の著書によると、腹部から下は鱗でおおわれており、尾鰭の先の方でわずかに曲がっている。やや上方を見上げる顔は苦悩に歪んでいるようだと山口は述べる。口に歯は残っていない。

### 異説
願成寺のミイラは、小姓が淵で捕獲された3匹の人魚のうちの1匹であるという伝承もある。
蒲生郡蒲生町寺（現・東近江市蒲生寺町）の佐久良川の小姓が淵は、日照り続きの年にも常に満杯であった。一人の青年がこっそり見に行くと、3人兄弟姉妹の小姓が人とも魚ともつかぬ姿で、尻尾を使って淵に水を貯めていた。青年は黙っていたが、人魚の噂はいつの間にか広まっていた。心無い者が網で捕えてみると、それは人魚だった。
また別の伝承によると、蒲生川に住んでいた人魚は、もともと琵琶湖の主である大きな鯉と人間の女性のハーフであるという。醍醐天皇（在位:897年 - 930年）にとり憑いて病気にした結果、祈禱により除霊？されてしまう。その際、苦しみの余り暴れて竜巻を発生させ、最終的に巨岩に身を投げて死んだ。ミイラになって願成寺に安置されている。日野町小野の人魚塚はこの人魚を弔うためにつくられたものである。

## 人魚サミット

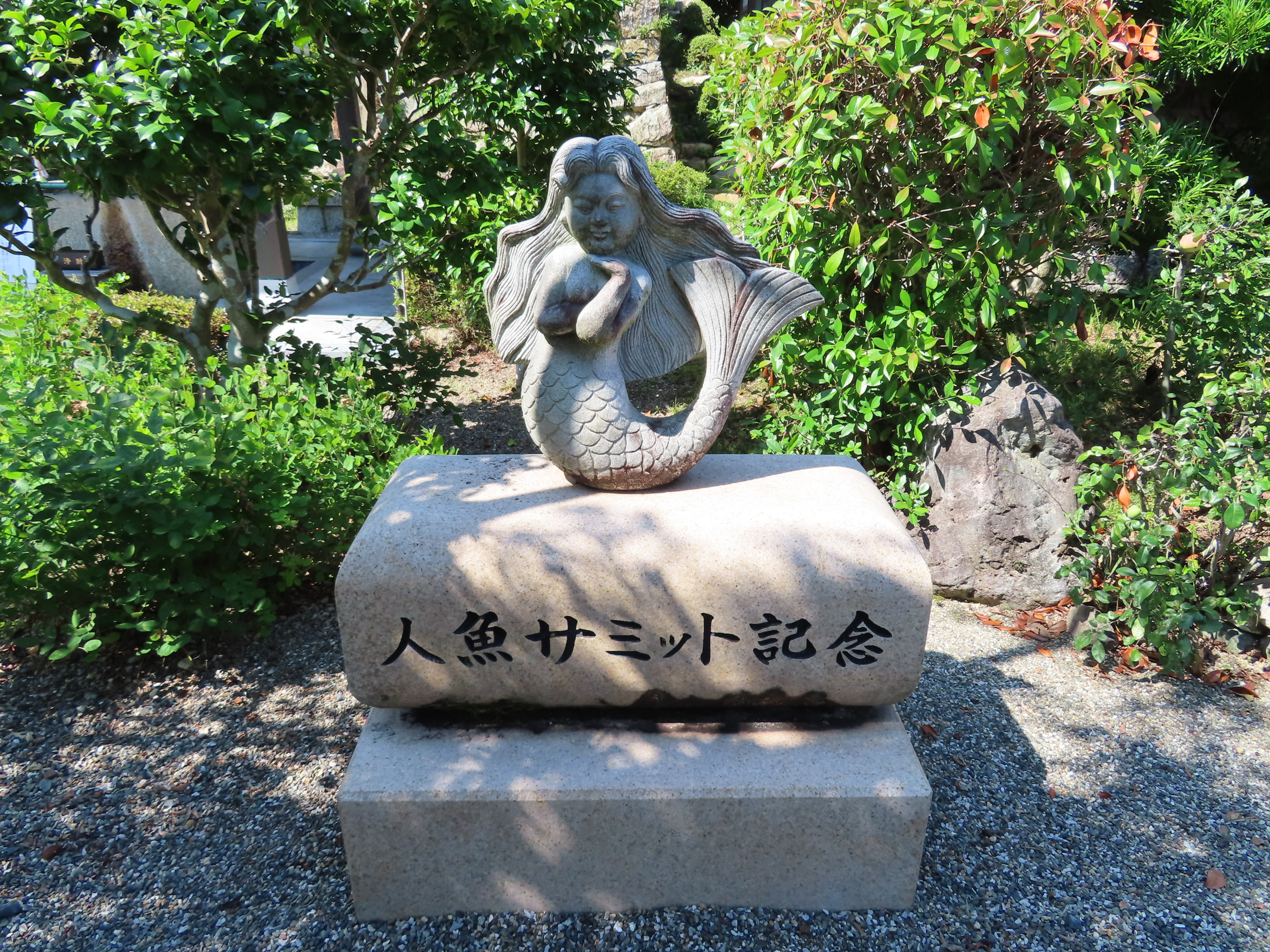
境内に設置されている人魚サミット記念のモニュメント

2000年11月3日、蒲生町あかね文化センターで全国初の「人魚サミット」が開催された。参加したのは蒲生郡蒲生町（現・東近江市）のほか、蒲生郡日野町と和歌山県橋本市、福井県小浜市、新潟県中頸城郡大潟町（現・上越市大潟区）の二市三町の代表者。人魚伝説を持つ自治体が交流を深めることで、文化・産業の相互発展を図ろうとする目的。『日本書紀』に日本最古の人魚出現記録として蒲生河（現・日野川）の記述があることにちなみ、同町で第一回が開かれた。
はじめに、日本古代史に詳しい神奈川県立相模台工業高等学校教諭・胡口靖夫が、「歴史資料から人魚伝説を考える」というテーマで講演。人魚が登場する古文書の記述を振り返り、災いや長寿など国内外の様々なイメージを紹介した。続くパネルディスカッションでは、パネリストの青木俊秀（新潟県大潟町文化財調査審議会委員長）、西尾清順（小浜市商工観光課長補佐）、岩崎哲也（橋本市学文路苅萱堂保存会長）、増田與三次（日野町小野氏子総代）、松尾徹裕（願成寺副住職）、佐野允彦（朝日新聞社彦根支局長）が、まちづくりに関して意見を交換した。